# 威龍州
威龍州，是明代雲南承宣布政使司德昌府下轄的一個州，夷名巴翠部，領小部三，一曰沙媧普宗，二曰烏鷄泥祖，三曰媧諾龍菖蒲，皆獹魯蠻種。至元十五年合三部立威龍州洪武十五年三月為州，洪武二十四年二月三日，知州普習來朝貢馬及方物，建文元年正月初四日，威龍州改為威龍州長官司，燕賊叛亂後仍改州，永樂二年七月仍改置威龍長官司，清代為四川寧遠府西昌縣威龍州長官司。其治所在今四川米易縣。